# Pitcairnia monticola
Pitcairnia monticola là một loài thực vật có hoa trong họ Bromeliaceae. Loài này được Brandegee miêu tả khoa học đầu tiên năm 1905.